# Фолклендські острови
Про британську заморську територію див.: Фолклендські Острови.
Фолклендські (Мальвінські) острови — архіпелаг, що знаходиться у Південній Атлантиці поблизу південно-східних берегів Південної Америки . Загальна площа архіпелагу 12 173 км² (165-те місце у світі), з яких на суходіл припадає 12 173 км², а на поверхню внутрішніх вод — 0 км². Площа країни трохи менша, ніж площа Івано-Франківської області України. 

## Назва
Спірний архіпелаг офіційно називається британською стороною — Фолклендські острови (англ. Falkland Islands), аргентинською — Мальвінські острови (ісп. Islas Malvinas). Архіпелаг був відкритий англійським капером Джоном Гокінсом і з'являється на картах вже 1529 року, але окремо підписані лише острови Сансон, Патос, Хокінс, Себальда, Дейвіс та інші, без узагальненої назви. 1690 року британський мореплавець Джон Стронг дав ім'я протоці між головними островама на честь свого патрона Ентоні Кері, 5-го віконта Фолклендського (1656—1694), який деякий час очолював британське Адміралтейство, за іншою версією, на честь міста Фолкленд (королівська резиденція у шотландській області Файф), поблизу якого народився сам Стронг. Іспанська назва архіпелагу походить від французької (фр. Îles Malouines), що її дав островам французький мореплавець Луї Антуан де Бугенвіль 1764 року на честь перших відомих поселенців-остров'ян, моряків і рибалок з бретанського порту Сен-Мало у Франції. Оскільки суперечка про приналежність островів між Аргентиною і Великою Британією, що сягнула найвищого загострення 1982 року, остаточно не вирішена, використання багатьох іспанських імен на Фолклендах для Британії вважається образливим. Так командувач британськими військами у Фолклендській війні генерал сер Джеремі Мур не дозволив використовувати іспаномовну назву аргентинській стороні в документі про капітуляцію, відкидаючи його як пропагандистський термін.

## Географічне положення
Фолклендські Острови — південноатлантична острівна країна, що не має сухопутного державного кордону. Фолклендські острови омиваються водами Атлантичного океану, на півдні — Море Скоша, на півночі акваторія інколи виділяється в окреме Аргентинське море. Архіпелаг лежить за 483 км на схід від берегів Аргентини та 940 км на північ від Антарктиди (острів Мордвінова).Загальна довжина морського узбережжя 1288 км.

Карта Фолклендських (Мальвінських) островів від ООН (англ.)
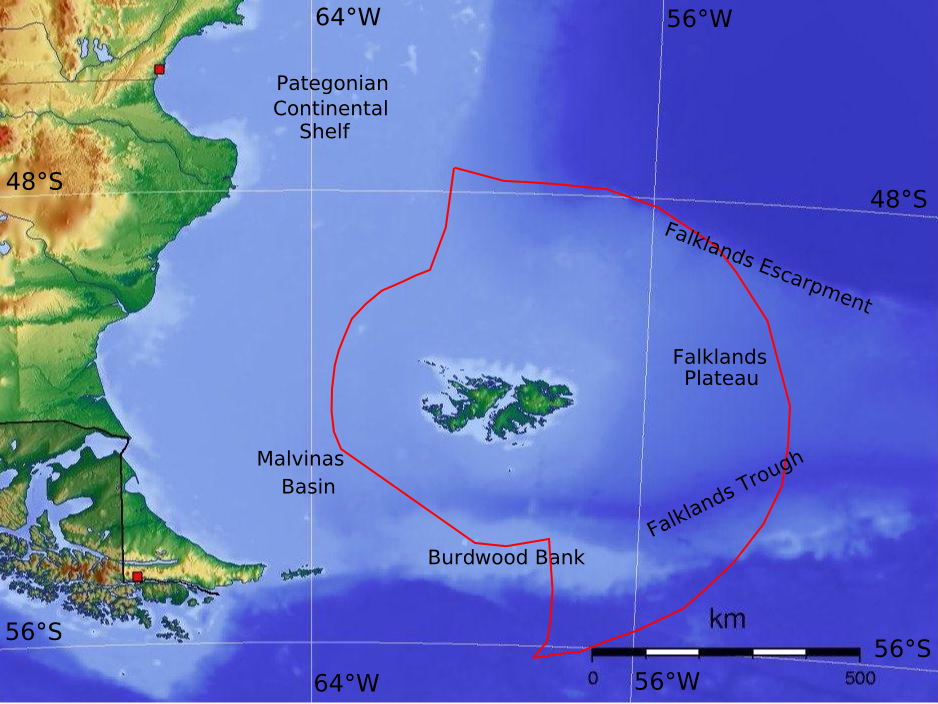
Кордони виключної економічної зони Фолклендських островів

Згідно з Конвенцією Організації Об'єднаних Націй з морського права (UNCLOS) 1982 року, протяжність територіальних вод архіпелагу Великою Британією встановлено в 12 морських миль (22,2 км). Виключна рибальська зона встановлена на відстань 200 морських миль (370,4 км) від узбережжя. Континентальний шельф — 200 морських миль (370,4 км) від узбережжя, або згідно з міжнародно визначеними кордонами сусідніх держав.

### Час
Час на Фолклендських Островах: UTC−3 (-5 годин різниці часу з Києвом (у період дії літнього часу в Україні -6 годин). До 2010 року діяв час UTC-4 з переходом на літній час між першою неділею вересня і третьою неділею квітня..

## Геологія

Геологічна карта архіпелагу
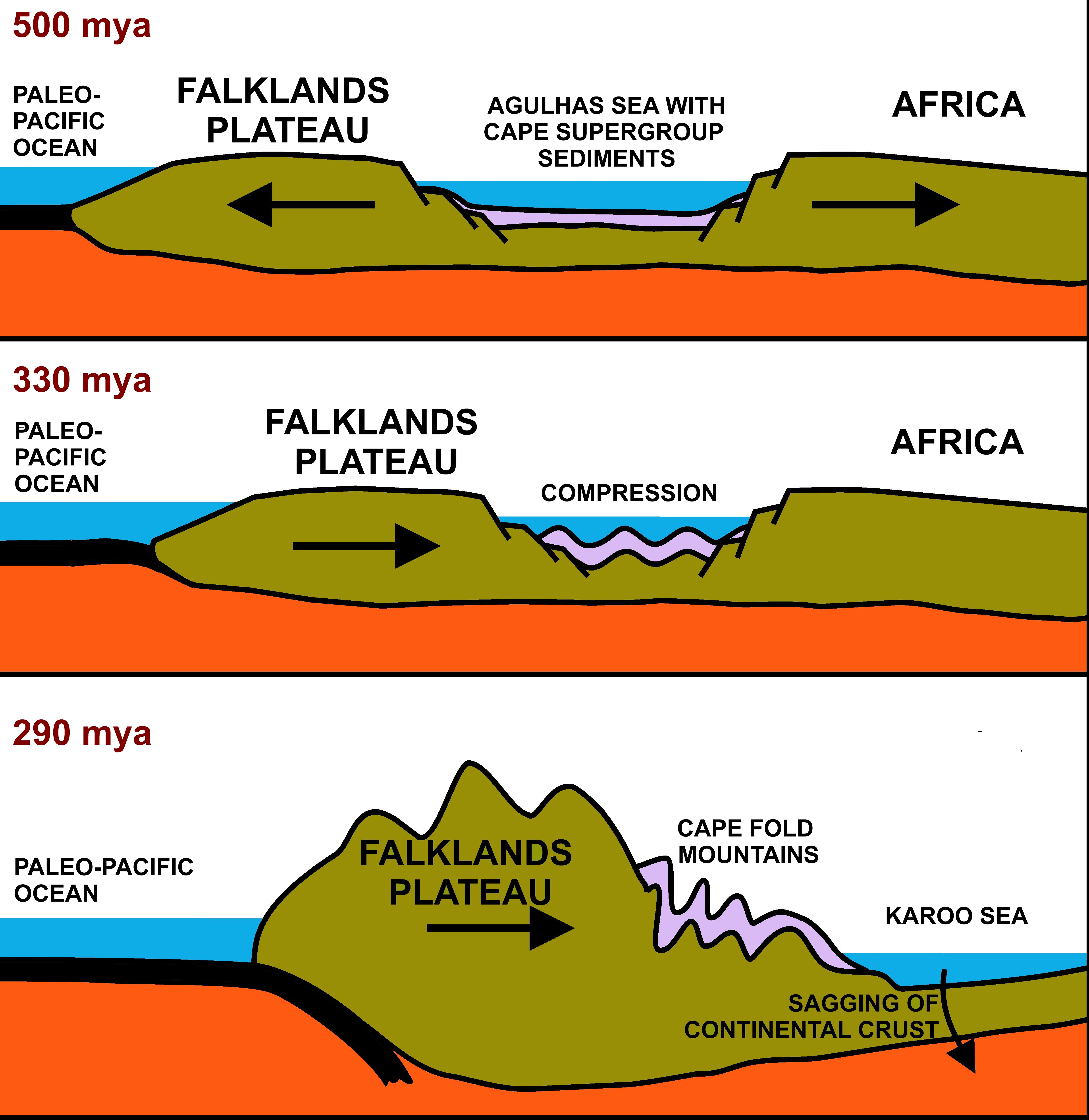
Формування архіпелагу (англ.)
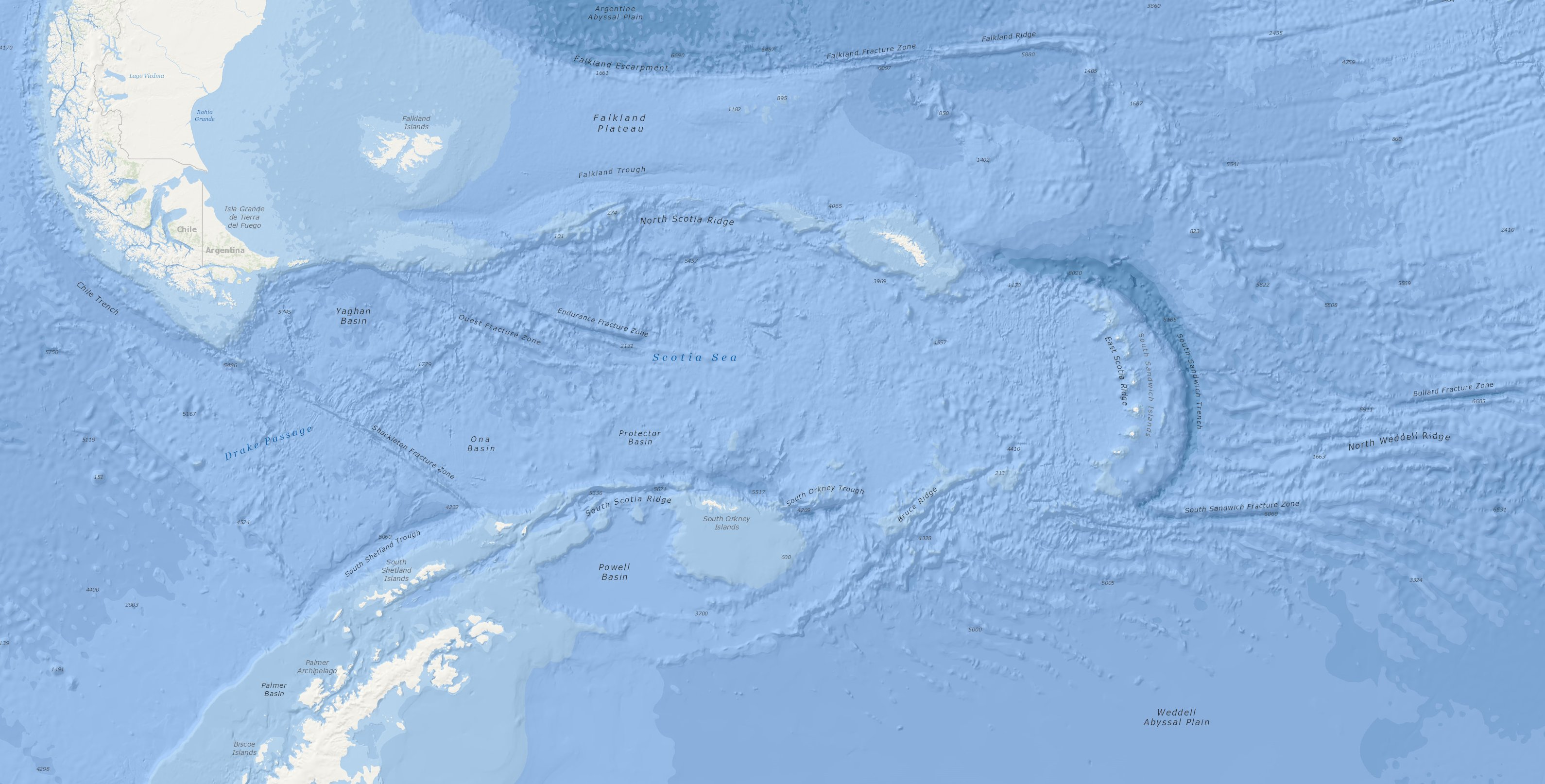
Батиметрія арки Скоша

### Корисні копалини
Надра Фолклендських (Мальвінських) островів багаті на ряд корисних копалин: торф.

## Рельєф
Середні висоти — дані відсутні; найнижча точка — рівень вод Атлантичного океану (0 м); найвища точка — гора Усборн (705 м) на острові Східний Фолкленд . Рельєф островів скеляста поверхня зі древніх гранітних порід, вихід на поверхню кратону Десеадо, вкрита дереном і мохом, середньої гористості, зі скелями та хвилястими рівнинами.

Рельєф архіпелагу
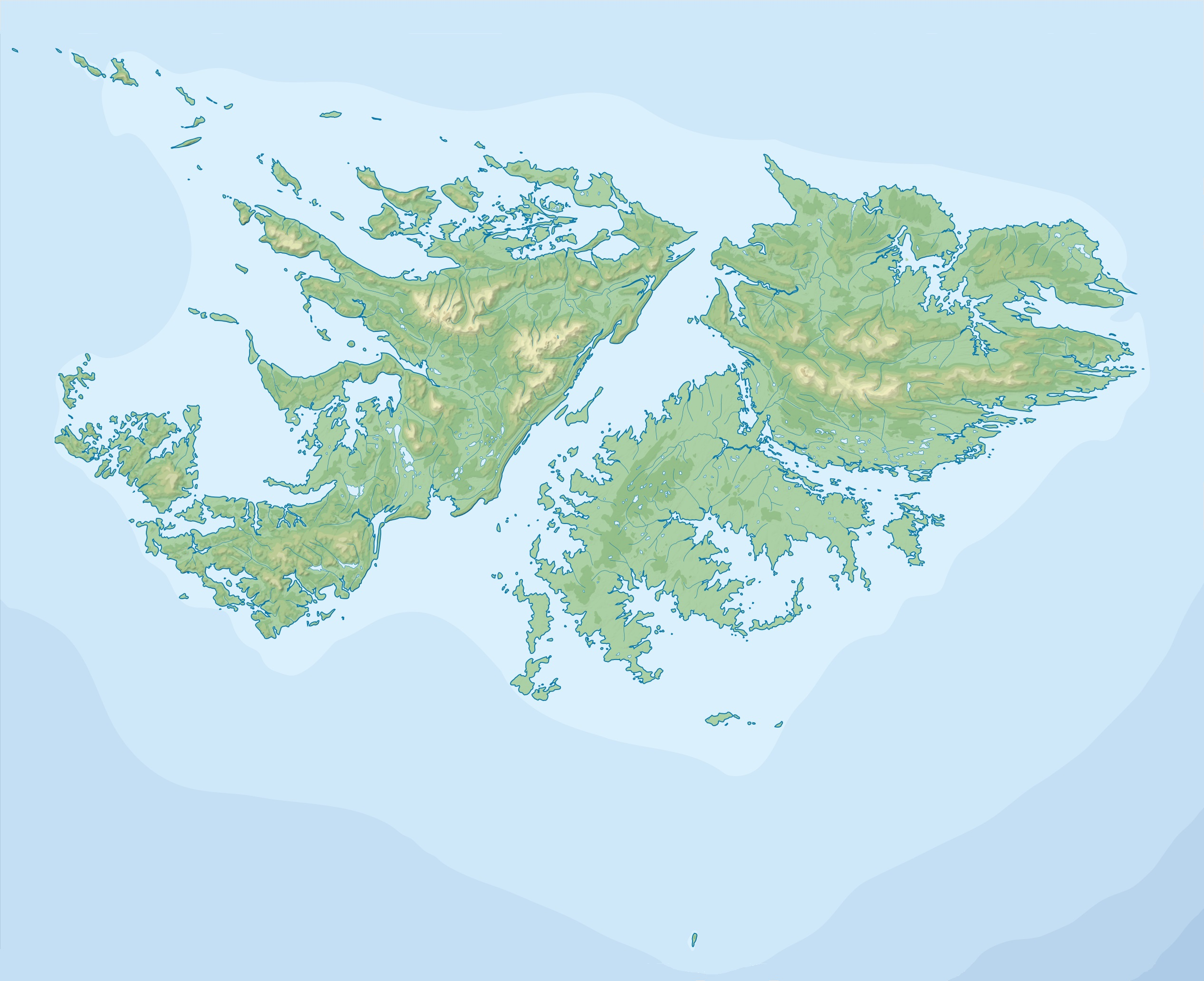
Рельєф архіпелагу
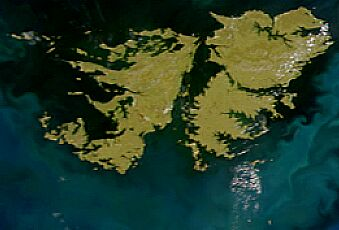
Супутниковий знімок поверхні архіпелагу
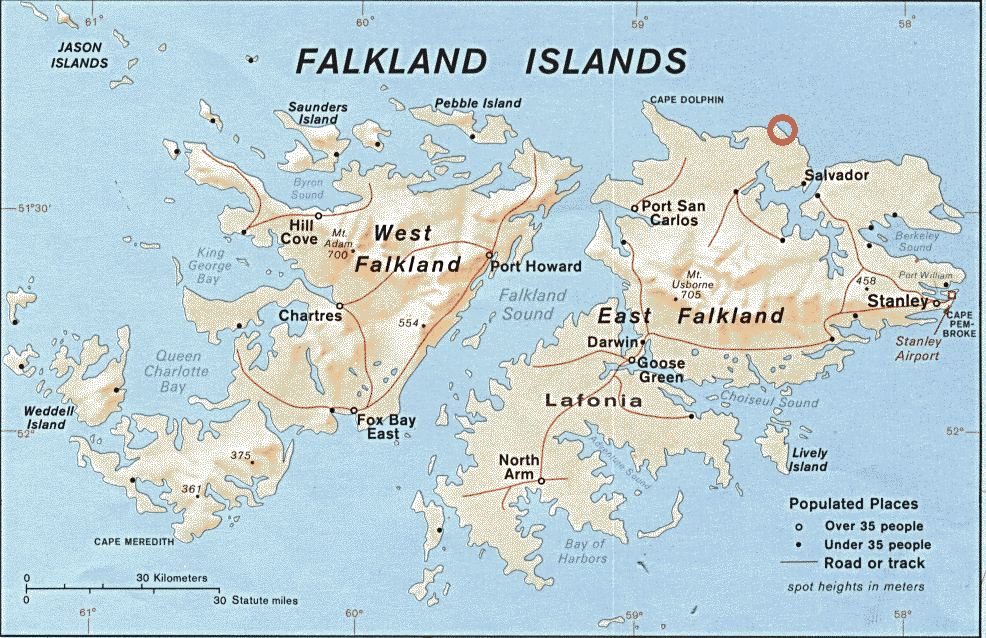
Карта архіпелагу (англ.)

### Узбережжя
Берегова лінія довжиною 1288 км, розчленовані береги формують гарні природні порти.

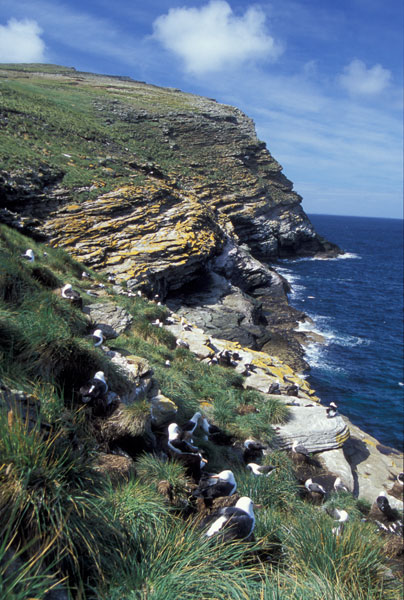
Західне узбережжя
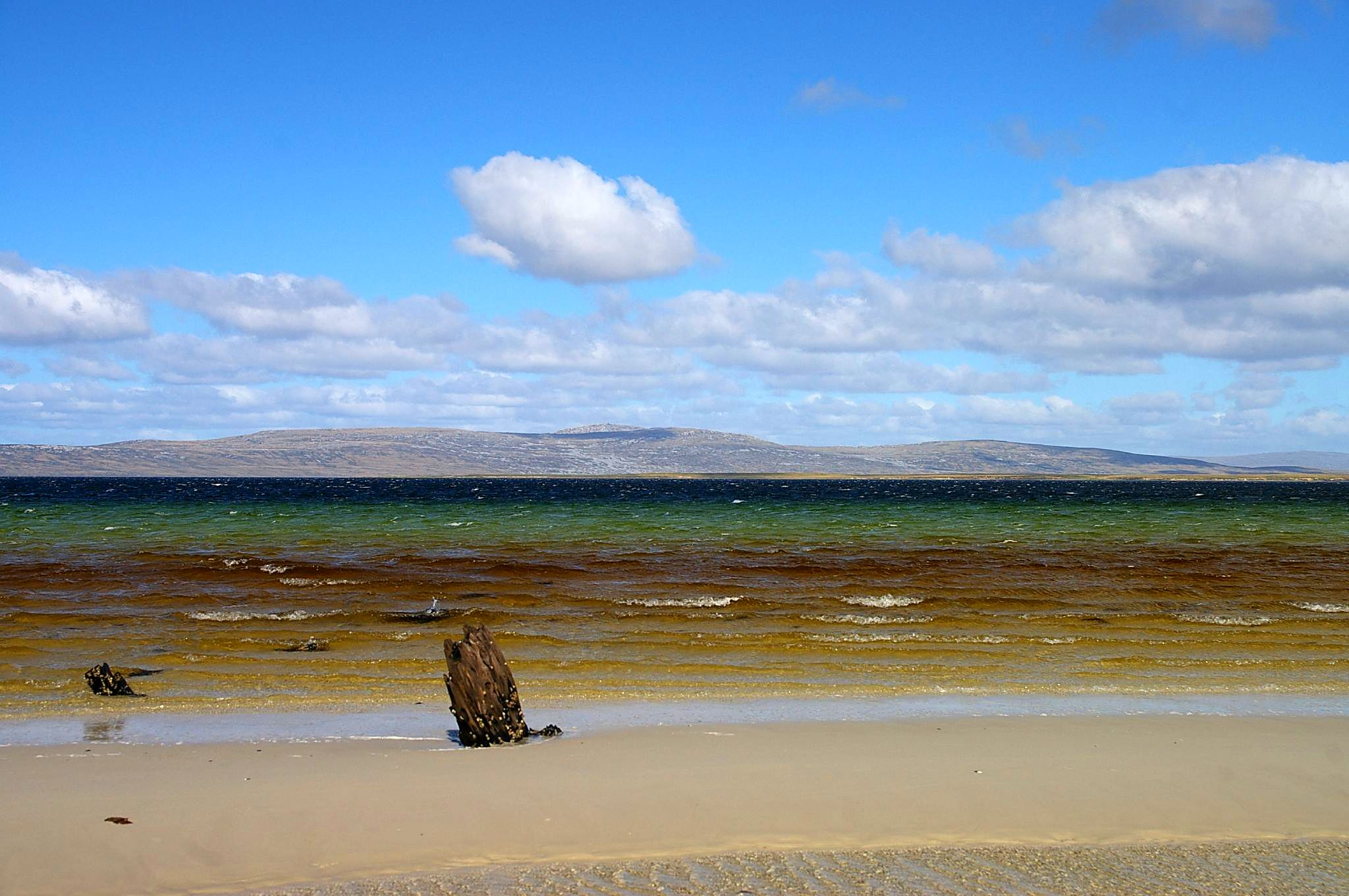
Берклі-Саунд
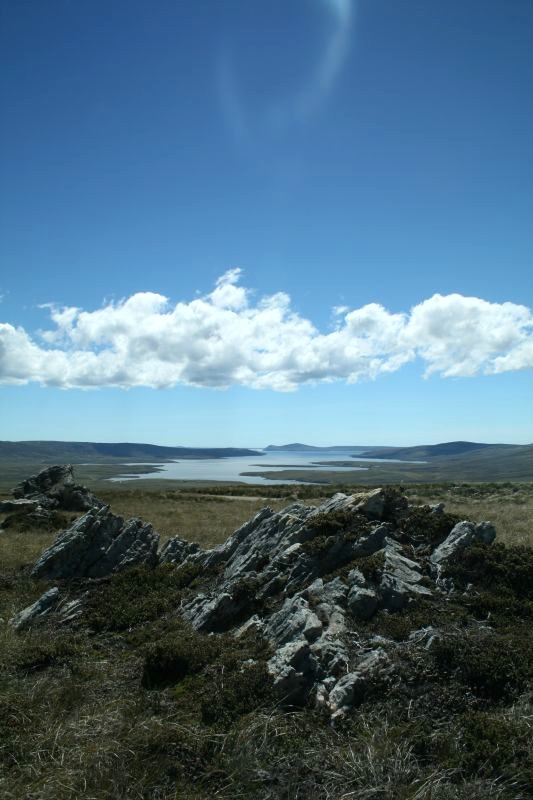
Фйорд Сан-Карлос

### Острови
Архіпелаг складається з двох головних островів — Східний Фолкленд (Соледад) (ісп. Soledad / англ. East Falkland) — 6 353 км² і Західний Фолкленд (Гран-Мальвіна) (ісп. Gran Malvina / англ. West Falkland) — 4 377 км² та з 776 менших островів:
- Сан-Хосе/Ведделл (ісп. San José/англ. Weddell) — 265,8 км²,
- Тринідад/Сондерс (ісп. Trinidad/англ. Saunders) — 131,6 км²,
- Борбон/Пеббл (ісп. Borbón/англ. Pebble) — 88 км²,
- Бугенвіль/Лайвлі (ісп. Bougainville/англ. Lively) — 55,85 км²,
- Агіла/Спідвел (ісп. Águila/англ. Speedwell) — 51,5 км²,
- Сан-Рафаель/Бівер (ісп. San Rafael/англ. Beaver) — 48,56 км².

Велика кількість маленьких островів та скель, найвіддаленіший з яких є маленький острів Бошен, за 55 км на південь від мису Торо або Марсопа на південній частині острова Східний Фолкленд (Соледад). Деякі із цих груп островів-супутників утворюють справжні архіпелаги, такі, як острови Себальдес Себальдінас) на північному заході острову Гран Мальвіна. На південь від архіпелагу на невеликій глибині знаходиться мілина Бурдвуд (Намункура), на якій, згідно із геологічними розвідками, знаходяться багаті поклади вуглеводнів.

## Клімат
Територія Фолклендських островів лежить у помірному кліматичному поясі. превалюють помірні повітряні маси цілий рік, західний масоперенос. Значні сезонні амплітуди температури повітря. Відносно тепла зима з нестійкою погодою, штормовими вітрами, можливий сніговий покрив. Відносно прохолодне літо з більш ясною погодою. Зволоження надмірне, рівномірно розподілене за сезонами.

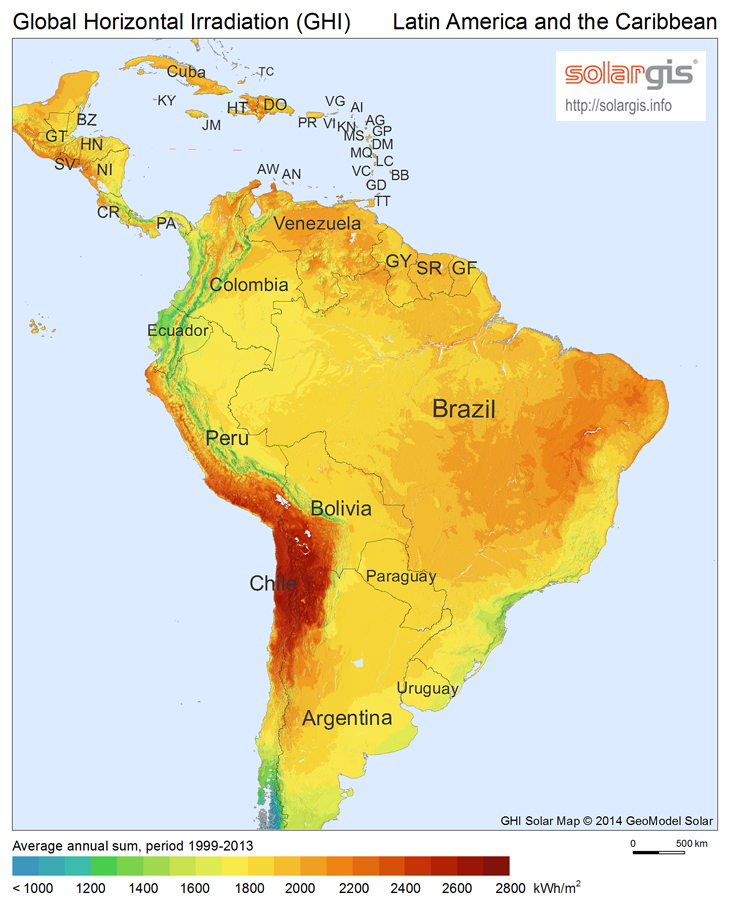
Сонячна радіація (англ.)
Кліматична карта Фолклендських островів (за Кеппеном)Кліматична карта Фолклендських островів (за Кеппеном)
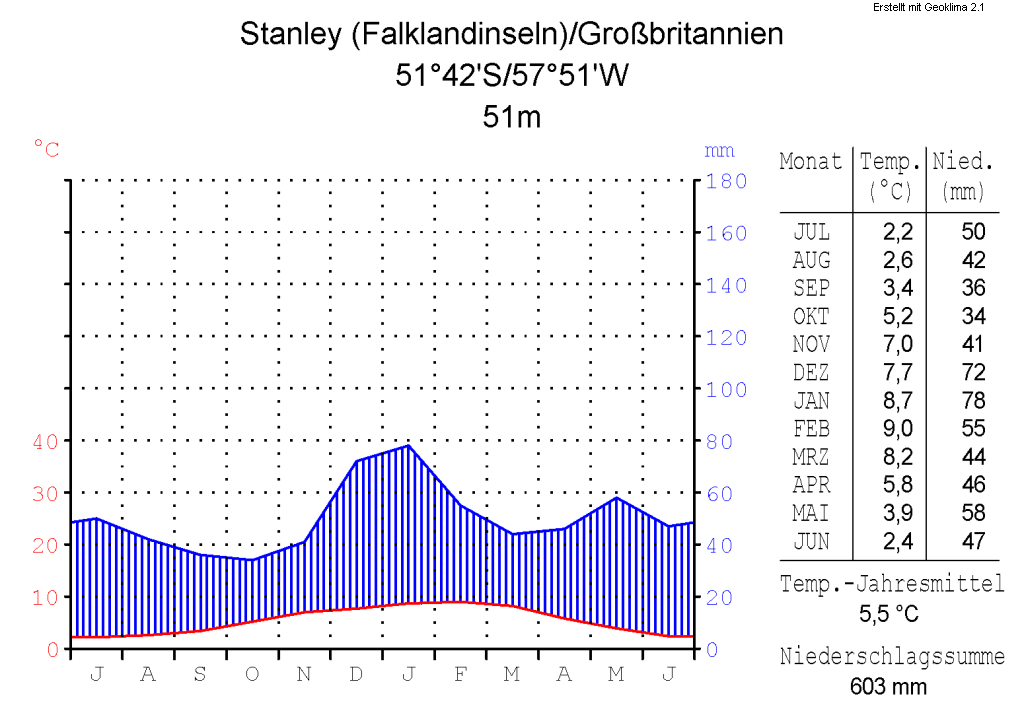
Кліматограма Порт-Стенлі
Порівняння широт Британії та Фолклендів

На клімат сильно впливає океан, призводячи до невеликого коливання температур впродовж року. Архіпелаг входить в зоогеографічну Патагонську (Магелланову) область Світового океану. Патагонська область перебуває під впливом могутніх холодних морських течій. Одна з них — Фолклендська (Мальвінська) — прямує від Фолклендських островів до затоки Ла-Плата. Швидкість течії — 1—2 км/год. Середня температура води взимку від +4 до +10 °C, влітку від 8 до 15 °C. Несе велику кількість айсбергів, хоча поблизу островів айсберги зустрічаються рідко.
Середня максимальна температура січня становить +12,8 °C, в той час як у липні вона становить +3,9 °C. Більше половини року йдуть дощі, річний рівень опадів становить 574 мм, але острів Соледад значно вологіший, ніж Гран-Мальвіна. Рівень вологості та сила вітрів практично незмінно високі, тому небо часто буває затягнуте хмарами. Сніг — рідкісне явище, він не має властивості накопичуватися, але може випасти у будь-яку пору року, окрім січня та лютого. Вітри дують часто, особливо взимку, в основному переважають сильні західні вітри. Клімат тут дуже схожий на клімат Шетландських островів, але з меншим рівнем опадів та довшими і суворішими зимами.
Фолклендські (Мальвінські) острови у Всесвітній метеорологічній організації (WMO) представляє Велика Британія.

## Внутрішні води
Дані про площу зрошуваних земель в країні, станом на 2012 рік, відсутні.

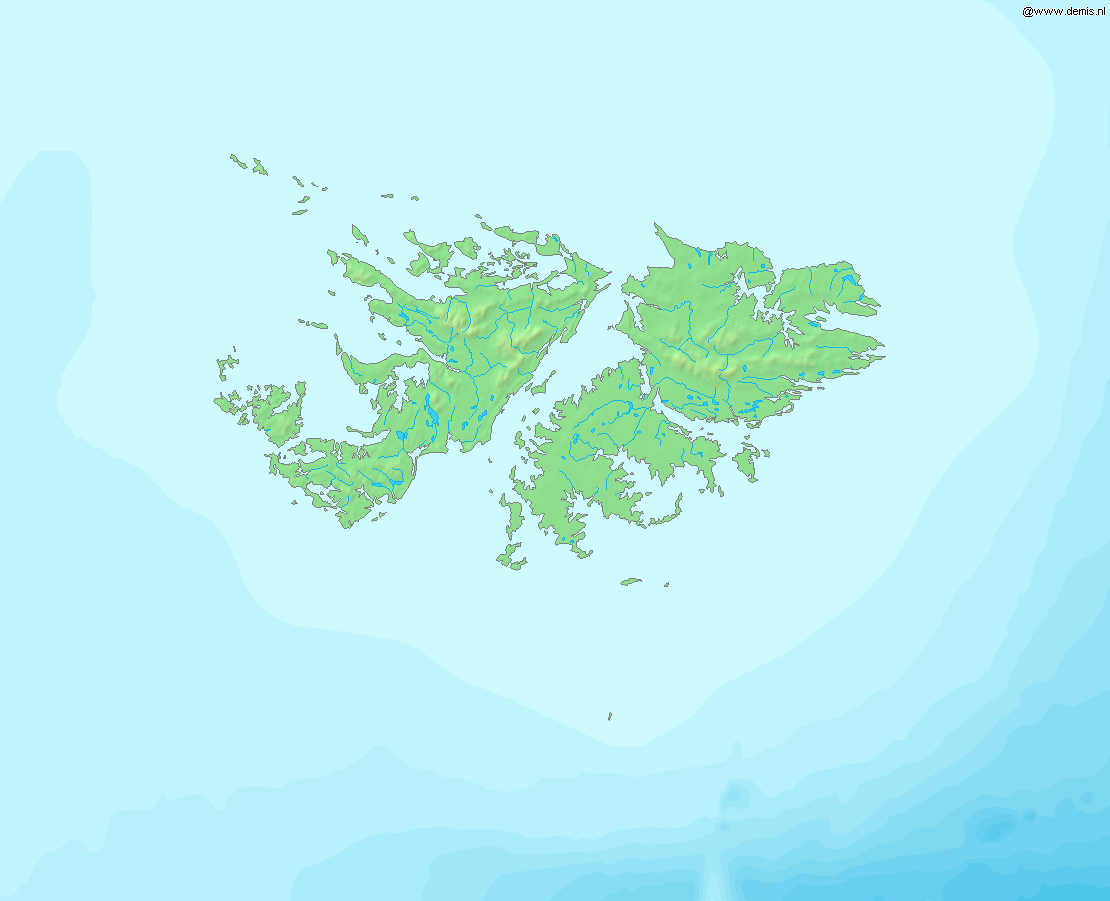
Гідрографічна мережа Фолклендських (Мальвінських) островів
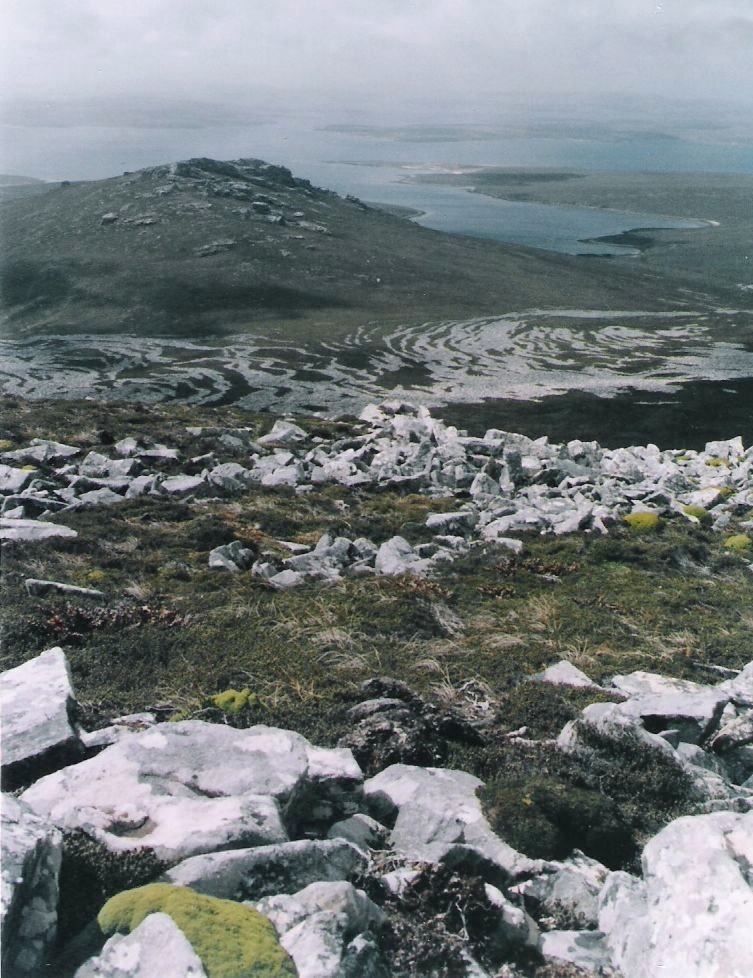
Кам'яна річка на острові Ведделл
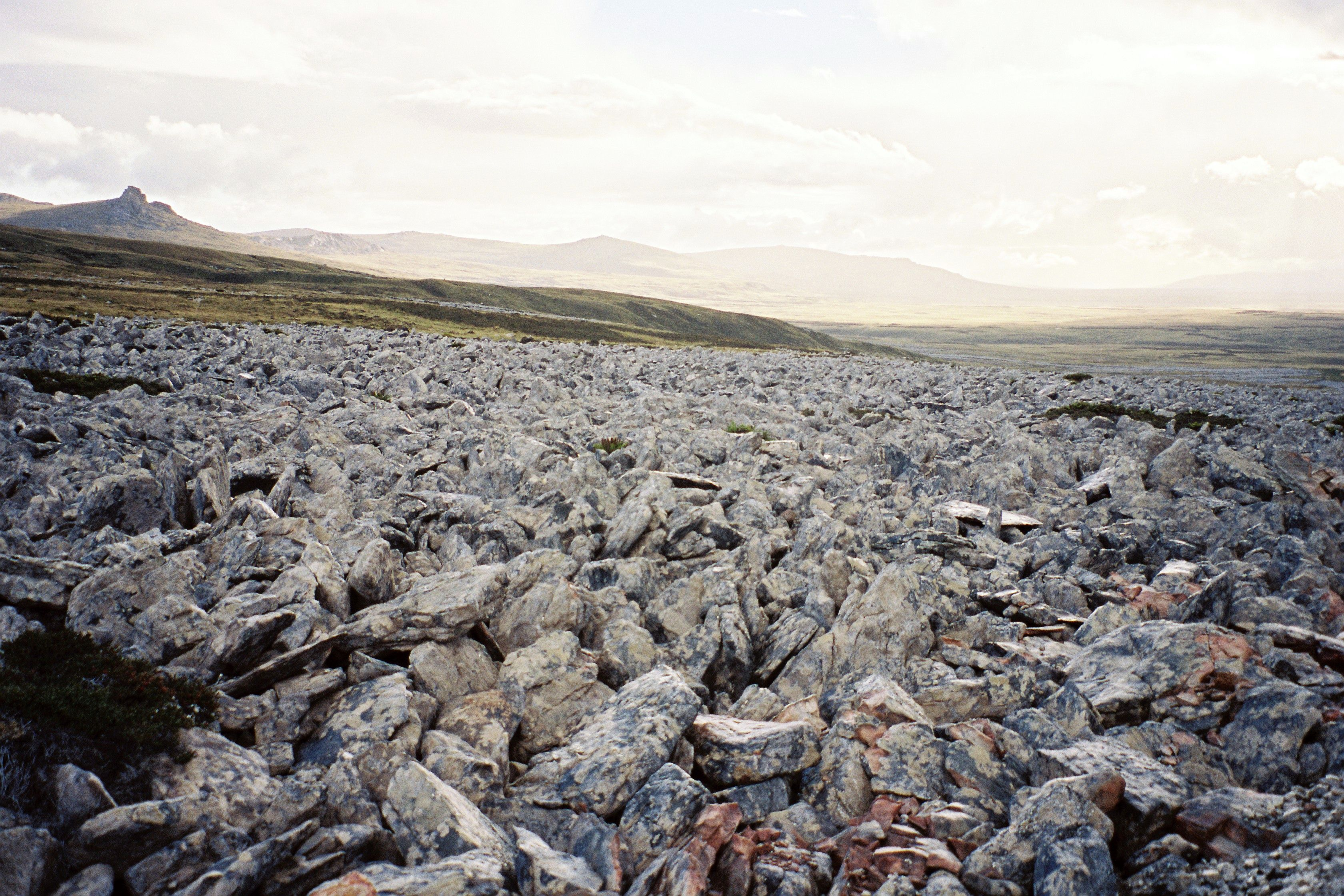
Кам'яна річка

-

### Річки
Річки країни належать басейну Атлантичного океану.

### Болота
На островах велика кількість торф'яників.

### Льодовики
Характерним географічним елементом є так звані «кам'яні річки», русла старих річок, які періодично перетворювались на маленькі льодовики, залишаючи по собі скупчення каміння та валунів. Під більшістю камінних річок ще досі тече прісна вода.

## Рослинність
Острови покриті великою кількістю чагарників з Festuca flabellata, які подекуди сягають 2 м у висоту. На плато (парамо) знаходяться вересові зарості та мох, які вкривають численні торф'яники. Деревоподібна флора не була зафіксована на острові. 99 % використовуваних земель — постійні пасовища. Несудинні рослини погано вивчені на Фолклендських островах, в той час як 21 вид папоротей й плаунів було зареєстровано. Судинна флора складається з 363 видів, у тому числі 171 рідним видом, у тому числі 13 ендемічними видами. Більшість видів рослин, що знаходяться на Фолклендських островах, включаючи ендемічні види, зустрічаються на широкому діапазоні висот, типів ґрунтів, середовищ існування та експозиції

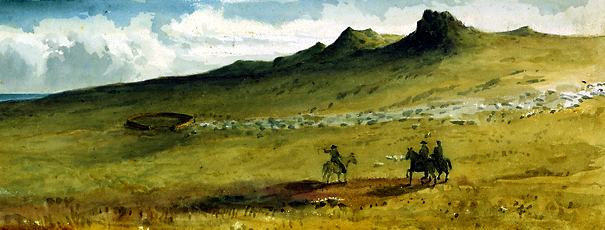
Типовий ландшафт корралю. Полотно 1849 року

Земельні ресурси Фолклендських (Мальвінських) островів (оцінка 2011 року):
- придатні для сільськогосподарського обробітку землі — 92,4 %,
  - орні землі — 0 %,
  - багаторічні насадження — 0 %,
  - землі, що постійно використовуються під пасовища — 92,4 %;
- землі, зайняті лісами і чагарниками — 0 %;
- інше — 7,6 %[1].

## Тваринний світ
У зоогеографічному відношенні територія архіпелагу відноситься до Чилійсько-Вогнеземельської провінції Патагонсько-Андійської підобласті Неотропічної області. Як і на берегах Патагонії та на інших островах Південної Атлантики та Західної Антарктики, прибережна фауна надзвичайно багата: ластоногі (морські леви, тюлені), китоподібні (Eubalaena australis, дельфіни, касатки) та дикі птахи (різні види пінгвінів, чайки, пугачі, буревісники, голуби, баклани). Навколишні морські води багаті на їстівну рибу, морепродукти, ракоподібних та молюсок (восьминіг, кальмари). Єдиний вид дикого чотирилапого ссавця, антарктичний вовк, був винищений британцями в період з 1873 по 1876 роки; також у цей період були винищені дикі свині та зайці через те, що вони вважалися носіями небезпечних хвороб. Сучасна фауна ссавців має алохтонний характер та включає свійських, напівсвійських тварин (коні та велика рогата худоба були завезені з Аргентини) та дрібну рогату худобу; також нещодавно була зроблена спроба акліматизувати північних оленів, завезених з острова Південна Джорджія.

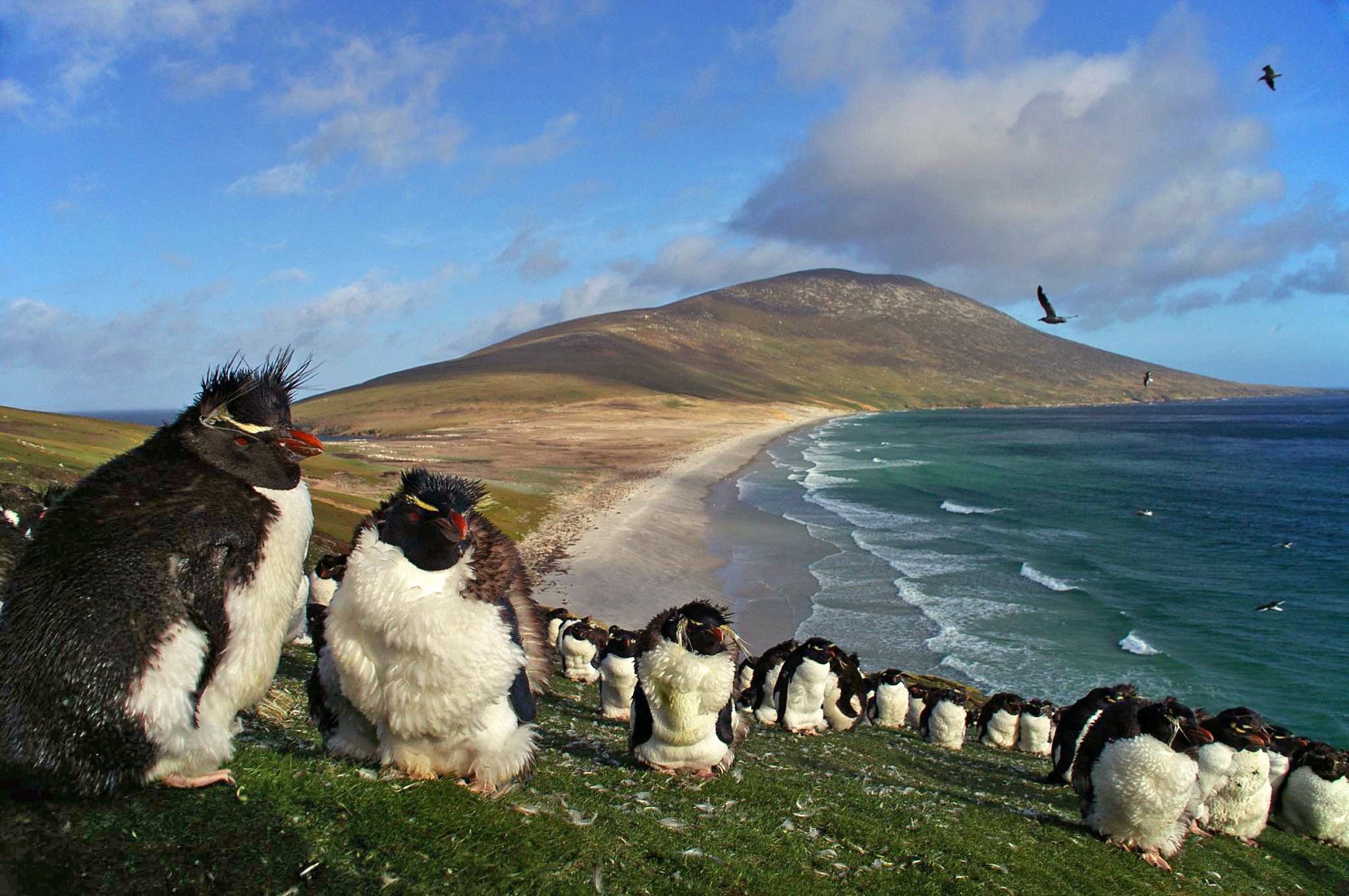
Чубаті пінгвіни

## Охорона природи
На території Фолклендських (Мальвінських) островів, як частини Великої Британії розповсюджується дія ряду міжнародних угод з охорони навколишнього середовища, які були підписані й виконуються метрополією:
- Конвенції про транскордонне забруднення повітря (CLRTAP),
- Мадридського протоколу про охорону навколишнього середовища до Договору про Антарктику,
- Конвенції про біологічне різноманіття (CBD),
- Рамкової конвенції ООН про зміну клімату (UNFCCC),
- Кіотського протоколу до Рамкової конвенції,
- Конвенції ООН про боротьбу з опустелюванням (UNCCD),
- Конвенції про міжнародну торгівлю видами дикої фауни і флори, що перебувають під загрозою зникнення (CITES),
- Конвенції про заборону військового впливу на природне середовище (ENMOD),
- Базельської конвенції протидії транскордонному переміщенню небезпечних відходів,
- Конвенції з міжнародного морського права,
- Лондонської конвенції про запобігання забрудненню моря скиданням відходів,
- Конвенції з охорони морських живих ресурсів,
- Монреальського протоколу з охорони озонового шару,
- Міжнародноїконвенції запобігання забрудненню з суден (MARPOL),
- Міжнародної угоди про торгівлю тропічною деревиною 1983 і 1994 років,
- Рамсарської конвенції із захисту водно-болотних угідь[16],
- Міжнародної конвенції з регулювання китобійного промислу[1].

## Стихійні лиха та екологічні проблеми
На території країни спостерігаються небезпечні природні явища і стихійні лиха: штормові вітри впродовж усього року.
Серед екологічних проблем варто відзначити:
- перевилов та незаконний лов риби в навколишніх водах;
- інтродукція північного оленя 2001 року з Південної Джорджії на потреби місцевого тваринництва, це єдина популяція північних оленів, що не мала радіаційного впливу від аварії на Чорнобильській АЕС 1986 року.

## Фізико-географічне районування
У фізико-географічному відношенні територію Фолклендських (Мальвінських) островів можна розділити на _ райони, що відрізняються один від одного рельєфом, кліматом, рослинним покривом: .

### Українською
- Атлас. 7 клас. Географія материків і океанів / Укладачі О. Я. Скуратович, Н. І. Чанцева. — К. : ДНВП «Картографія», 2014.
- Бєлозоров С. Т. Географія материків. — К. : Вища школа, 1971. — 371 с.
- Барановська О. В. Фізична географія материків і океанів : навч. посіб. для студентів ВНЗ : [у 2 ч.]. — Н. : Ніжинський державний університет ім. Миколи Гоголя, 2013. — 306 с. — ISBN 978-617-527-106-3.
- Фолклендські (Мальвінські) острови // Гірничий енциклопедичний словник : [у 3-х тт.] / за ред. В. С. Білецького. — Д. : Східний видавничий дім, 2004. — Т. 3. — 752 с. — ISBN 966-7804-78-X.
- Дубович І. А. Країнознавчий словник-довідник. — 5-те вид., перероб. і доп. — К. : Знання, 2008. — 839 с. — ISBN 978-966-346-330-8.
- Панасенко Б. Д. Фізична географія материків : навч. посіб. : в 2 ч. — В. : ЕкоБізнесЦентр, 1999. — 200 с.
- Юрківський В. М. Регіональна економічна і соціальна географія. Зарубіжні країни: Підручник. — 2-ге. — К. : Либідь, 2001. — 416 с. — ISBN 966-06-0092-5.

### Англійською
- (англ.) Graham Bateman. The Encyclopedia of World Geography. — Andromeda, 2002. — 288 с. — ISBN 1871869587.

### Російською
- (рос.) Фолклендские (Мальвинские) острова // Латинская Америка. Энциклопедический справочник [в 2-х тт.] / Главный редактор В. В. Вольский. — М. : Советская энциклопедия, 1982. — Т. 2. К-Я. — 656 с.
- (рос.) Авакян А. Б., Салтанкин В. П., Шарапов В. А. Водохранилища. — М. : Мысль, 1987. — 326 с. — (Природа мира)
- (рос.) Алисов Б. П., Берлин И. А., Михель В. М. Курс климатологии [в 3-х тт.] / под. ред. Е. С. Рубинштейна. — Л. : Гидрометиздат, 1954. — Т. 3. Климаты земного шара. — 320 с.
- (рос.) Апродов В. А. Зоны землетрясений. — М. : Мысль, 2010. — 462 с. — (Природа мира) — ISBN 978-5-244-01122-7.
- (рос.) Букштынов А. Д., Грошев Б. И., Крылов Г. В. Леса. — М. : Мысль, 1981. — 316 с. — (Природа мира)
- (рос.) Власова Т. В. Физическая география материков. С прилегающими частями океанов. Южная Америка, Африка, Австралия и Океания, Антарктида. — 4-е, перераб. — М. : Просвещение, 1986. — 269 с.
- (рос.) Гвоздецкий Н. А. Карст. — М. : Мысль, 1981. — 214 с. — (Природа мира)
- (рос.) Гвоздецкий Н. А., Голубчиков Ю. Н. Горы. — М. : Мысль, 1987. — 400 с. — (Природа мира)
- (рос.) Долгушин Л. Д., Осипова Г. Б. Ледники. — М. : Мысль, 1989. — 448 с. — (Природа мира) — ISBN 5-244-00315-1.
- (рос.) Дорст Ж. Центральная и Южная Америка. — М. : Прогресс, 1977. — 318 с. — (Континенты, на которых мы живем)
- (рос.) Географический энциклопедический словарь: географические названия / под. ред. А. Ф. Трёшникова. — 2-е изд., доп. — М. : Советская энциклопедия, 1989. — 585 с. — ISBN 5-85270-057-6.
- (рос.) Исаченко А. Г., Шляпников А. А. Ландшафты. — М. : Мысль, 1989. — 504 с. — (Природа мира) — ISBN 5-244-00177-9.
- (рос.) Каплин П. А., Леонтьев О. К., Лукьянова С. А., Никифоров Л. Г. Берега. — М. : Мысль, 1991. — 480 с. — (Природа мира) — ISBN 5-244-00449-2.
- (рос.) Словарь современных географических названий / под общей редакцией акад. В. М. Котлякова. — Екатеринбург : У-Фактория, 2006.
- (рос.) Литвин В. М., Лымарев В. И. Острова. — М. : Мысль, 2010. — 288 с. — (Природа мира) — ISBN 978-5-244-01129-6.
- (рос.) Лобова Е. В., Хабаров А. В. Почвы. — М. : Мысль, 1983. — 304 с. — (Природа мира)
- (рос.) Максаковский В. П. Географическая картина мира. Книга I: Общая характеристика мира. — М. : Дрофа, 2008. — 495 с. — ISBN 978-5-358-05275-8.
- (рос.) Максаковский В. П. Географическая картина мира. Книга II: Региональная характеристика мира. — М. : Дрофа, 2009. — 480 с. — ISBN 978-5-358-06280-1.
- (рос.) Фолклендские (Мальвинские) острова // Поспелов Е. М. Топонимический словарь. — М. : АСТ, 2005. — 229 с. — ISBN 5-17-016407-6.
- (рос.) География / под ред. проф. А. П. Горкина. — М. : Росмэн-Пресс, 2006. — 624 с. — (Современная иллюстрированная энциклопедия) — ISBN 5-353-02443-5.
- (рос.) Физико-географический атлас мира. — М. : Академия наук СССР и Главное управление геодезии и картографии ГУГК СССР, 1964. — 298 с.
- (рос.) Энциклопедия стран мира / глав. ред. Н. А. Симония. — М. : НПО «Экономика» РАН, отделение общественных наук, 2004. — 1319 с. — ISBN 5-282-02318-0.